# NGC 1875
NGC 1875 је елиптична галаксија у сазвежђу Орион која се налази на NGC листи објеката дубоког неба.
Деклинација објекта је + 6° 41' 20" а ректасцензија 5h 21m 45,7s. Привидна величина (магнитуда) објекта NGC 1875 износи 13,7 а фотографска магнитуда 14,7. NGC 1875 је још познат и под ознакама MCG 1-14-31, CGCG 421-39, ARP 327, VV 169, HCG 34A, PGC 17171.